# Negarnaviricota
El fílum Negarnaviricota inclou tots els virus d'ARN monocatenari de sentit negatiu (grup V a la classificació de Baltimore), excepte el virus de l'hepatitis delta. Està dividida en els subfílums Haploviricotina i Polyploviricotina. El nom prové del llatí: nega- ("negatiu" pel sentit de l'ARN), -RNA- (ARN en angès) i -viricota, el sufix emprat en taxonomia pels fílums de virus.

## Taxonomia
La taxonomia del fílum Negarnaviricota fins al nivell d'ordre és el següent:
Fílum: Negarnaviricota
- Subfílum Haploviricotina
  - Classe Chunqiuviricetes
    - Ordre Muvirales

  - Classe Milneviricetes
    - Ordre Serpentovirales

  - Classe Monjiviricetes
    - Ordre Jingchuvirales
    - OrdreMononegavirales

  - Classe Yunchangviricetes
    - Ordre Goujianvirales
- Subfílum Polyploviricotina
  - Classe Ellioviricetes
    - Ordre Bunyavirales

  - Classe Insthoviricetes
    - Ordre Articulavirales